# Star Wars: The Old Republic
Star Wars: The Old Republic (afgekort als SW:TOR) is een MMORPG-computerspel uit 2011, met een Star Wars-thema. Het spel, ontwikkeld door de afdeling van Bioware in Austin, Texas, werd uitgegeven in Noord-Amerika en Europa door Electronic Arts, op 20 december 2011, en is enkel beschikbaar voor Microsoft Windows.

## Gameplay
Het spel is onderverdeeld in twee groepen, The Republic en Sith Empire, die zijn onderverdeeld in verschillende andere rangen. Bij The Republic zijn dat de Smuggler, de Trooper, de Jedi Knight en de Jedi Consular. Bij Sith Empire zijn dat de Imperial Agent, de Bounty Hunter, de Sith Warrior en de Sith Inquisitor. Iedere rang of "class" volgt een eigen verhaallijn, die het personage langs verschillende planeten in het Star Wars universum leiden, zoals Coruscant, Nar Shaddaa en Hoth. Iedere "class" is onderverdeeld in twee specialisaties, die bij het maken van een personage wordt gekozen. Zo kan de Jedi Knight kiezen tussen Jedi Sentinel of Jedi Guardian. De specialisatie beïnvloedt veel van de latere gameplay. 

## Ontvangst
| Beoordeeld door      | Datum            | Score |
| -------------------- | ---------------- | ----- |
| AusGamers            | 21 december 2011 | 95%   |
| XGN                  | 27 december 2011 | 90%   |
| Cheat Code Central   | 28 december 2011 | 90%   |
| PC Games (Duitsland) | 23 december 2011 | 89%   |
| Jeuxpo.com           | 2011             | 85%   |
| Jeuxvideo.com        | 20 december 2011 | 85%   |
| Games Radar          | 9 januari 2012   | 80%   |
| guardian.co.uk       | 23 december 2011 | 80%   |
| Digital Chumps       | 18 januari 2012  | 76%   |
| Eurogamer.fr         | 16 januari 2012  | 70%   |